# Dino Pašović
Dino Pašović (* 8. Februar 1986) ist ein bosnisch-herzegowinischer Eishockeytorwart, der seit 2018 erneut beim HK Sarajevo Medvjedi in der Bosnisch-herzegowinischen Eishockeyliga unter Vertrag steht.

## Karriere
Dino Pašović begann seine Karriere als Eishockeyspieler beim HK Bosna Lisice, für den er in der Bosnisch-herzegowinischen Eishockeyliga spielte und mit dem er 2011 Bosnisch-herzegowinischer Meister wurde. In den Folgejahren spielte er für den HK Sarajevo Medvjedi, den HK Stari Grad Vukovi und den HK Ilidza 2010. Seit 2018 spielt er erneut für Sarajewo Medvjedi.

### International
Für Bosnien und Herzegowina nahm Pašović im Juniorenbereich an der Division III der U18-Weltmeisterschaften 2003 und 2004.
Im Seniorenbereich stand Pašović erstmals 2008 bei der Qualifikation zur Division III der Weltmeisterschaft 2008 im Kasten der bosnisch-herzegowinischen Herren-Auswahl. Auch 2019 spielte er in der Qualifikation zur Division III. Bei den Weltmeisterschaften 2015, als er bester Spieler seiner Mannschaft ausgezeichnet wurde, 2016, 2017, 2020, 2022, als er nach dem Thailänder Ben Kleineschay und dem Südafrikaner Ryan Boyd die drittbeste Fangquote aufwies, 2023, als er mit der zweithöchsten Fangquote nach dem Kirgisen Arslan Maraimbekow und dem drittbesten Gegentorschnitt nach Maraimbekow und dem Hongkong-Chinesen Ching Ho Cheung zum besten Torwart des Turniers gewählt wurde, und 2024, als er mit der höchsten Fangquote und dem besten Gegentorschnitt auch erneut zum besten Torhüter des Turniers gewählt wurde, spielte er in der Division III.

## Erfolge und Auszeichnungen
- 2011 Bosnisch-herzegowinischer Meister mit dem HK Bosna Lisice
- 2023 Bester Torwart bei der Weltmeisterschaft der Division III, Gruppe B
- 2024 Aufstieg in die Division III, Gruppe A, bei der Weltmeisterschaft der Division III, Gruppe B
- 2024 Bester Torwart, beste Fangquote und bester Gegentorschnitt bei der Weltmeisterschaft der Division III, Gruppe B